# 葛塘街道
葛塘街道，是中华人民共和国江苏省南京市六合区下辖的一个乡镇级行政单位。

## 行政区划
葛塘街道下辖以下地区：
中山社区、草芳社区、欣乐社区、和平社区、接待寺社区、四周社区、工农社区、朱洼社区、长城社区村、前程社区村和官塘河社区村。